# Echinopsis famatimensis
Echinopsis famatimensis là một loài thực vật có hoa trong họ Cactaceae. Loài này được (Speg.) Werderm. mô tả khoa học đầu tiên năm 1931.

## Hình ảnh

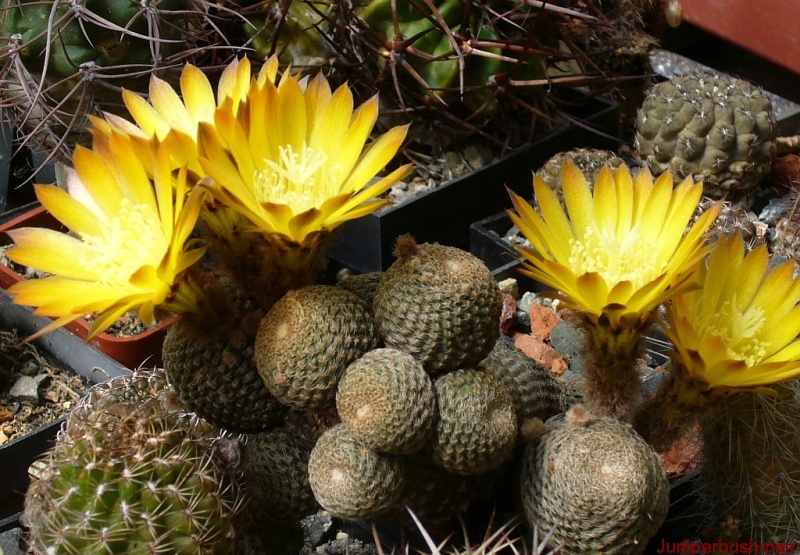
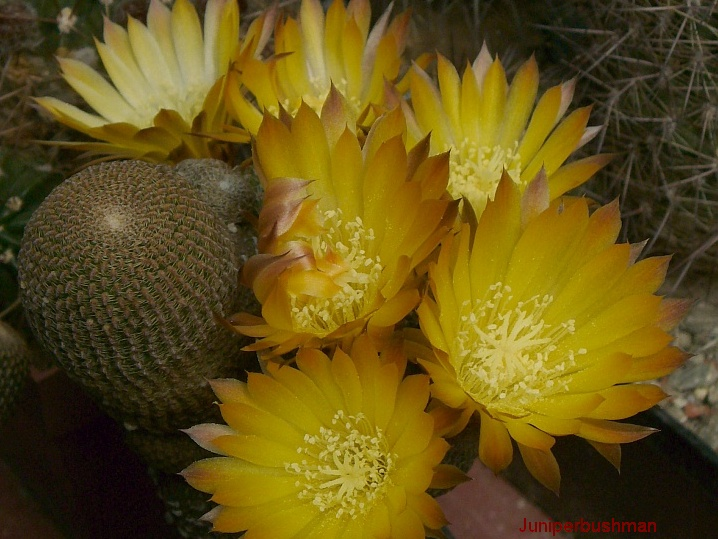